# Фани Флаг
Патриша Нийл (на английски: Patricia Neal) е американска актриса, сценаристка и писателка на бестселъри в жанра съвременен роман. Пише под псевдонима Фани Флаг (на английски: Fannie Flagg).

## Биография и творчество
Патриша Нийл е родена на 21 септември 1944 г. в Бирмингам, Алабама, САЩ, в семейството на Уилям Нийл, кинопрожекционист, и Марион Легор. Родителите ѝ загиват трагично през 1980 г. Започва актьорската си кариера на 11 години с участие в комедийни пиеси. На 13 години започва да пише скечове и продава някои от тях в Ню Йорк.
От 1966 г. участва си в продължение на 10 години в шоуто „скрита камера“ на CBS-TV като пише сценарии за него и участва в постановките. Започвайки актьорската си кариера ѝ се налага да избере псевдоним, тъй като името ѝ се дублира с това на актрисата Патриша Нийл. По препоръка на роднини и приятели избира лесно запомнящият се артистичен псевдоним Фани Флаг, с който е известна.
Учи актьорско майсторство в Университета на Алабама в Питсбърг и получава стипендия за обучение в театралната школа „Пасадена Плейхаус“ през 1962 г. Тя страда от дислексия, напуска университета без да завърши, и продължава да учи актьорско майсторство в „Пасадена Плейхаус“ и в театъра на Пасадена. След „скрита камера“ продуцира сутрешно шоу по телевизията WBRC-TV, Алабама. Оттогава продуцира и участва със сценарии и в редица популярни телевизионни предавания. Снима се в редица филми във второстепенни роли.
През 1978 г. печели конкурс за разказ на писателска конференция в Санта Барбара, където се среща с любимата си писателка Еудора Уелти. Разказът става основа за първия ѝ роман с автобиографични елементи „Daisy Fay and the Miracle Man“, който е публикуван през 1981 г. Книгата става бестселър и тя се посвещава на писателската си кариера.
През 1987 г. е издаден известният ѝ роман „Пържени зелени домати“, който става международен бестселър. През 1991 г. романът е екранизиран в едноименния успешен филм с участието на Кати Бейтс, Джесика Тенди и Мери Стюарт Мастерсън. Като съсценарист на филма писателката получава наградата „Scripters“ и е номинирана за Оскар.
Тя има интимни връзки с авторката Рита Мей Браун, актьорът Дик Сарджънт и актрисата от сериала „Дързост и красота“ Сюзан Фланъри. Патриша Нийл живее в Алабама, и в Санта Барбара, Калифорния.

## Произведения

### Самостоятелни романи
- Daisy Fay and the Miracle Man (1981) – издаден и като „Coming Attractions“
- Fried Green Tomatoes at the Whistle Stop Cafe (1987)
Пържени зелени домати, изд.: ИК „Бард“, София (2013), прев. Катя Перчинкова
- A Redbird Christmas (2004)
Чудеса край малката река, изд.: ИК „Бард“, София (2017), прев. Катя Перчинкова
- I Still Dream About You (2010)
- The All-Girl Filling Station's Last Reunion (2013)
- The Whole Town's Talking (2016)

### Серия „Елмууд Спрингс“ (Elmwood Springs)
1. Welcome to the World, Baby Girl! (1998)
2. Standing in the Rainbow (2000)
3. Can't Wait to Get to Heaven (2006)
4. The Whole Town's Talking (2016)

### Документалистика
- Fannie Flagg's Original Whistlestop Cafe Cookbook (1993)
- Original Whistle Stop Cafe Cookbook (1995)

### Екранизации
- 1960 Candid Camera – ТВ сериал
- 1987 Dolly – ТВ сериал
- 1991 Пържени зелени домати, Fried Green Tomatoes – по романа, сценарий

### Филмография

#### Кино
- 1970 Five Easy Pieces
- 1971 Some of My Best Friends Are...
- 1976 Stay Hungry
- 1978 Rabbit Test
- 1978 Grease
- 1987 My Best Friend Is a Vampire
- 1991 Fried Green Tomatoes
- 1998 „Fried Green Tomatoes“: The Moments of Discovery – документален
- 1999 Crazy in Alabama

#### Телевизия
- 1972 Love, American Style
- 1971–1973 The New Dick Van Dyke Show
- 1975 The New Adventures of Wonder Woman
- 1975 Home Cookin
- 1977 Sex and the Married Woman
- 1977 Fernwood 2 Night
- 1979 The Love Boat
- 1981–1982 Harper Valley PTA